# Garveia gracilis
Garveia gracilis är en nässeldjursart som först beskrevs av Clark 1876.  Garveia gracilis ingår i släktet Garveia och familjen Bougainvilliidae. Inga underarter finns listade i Catalogue of Life.